# Pure Instinct
Pure Instinct ist das dreizehnte Studio-Album der deutschen Hard-Rock-Band Scorpions, welches im Jahr 1996 veröffentlicht wurde. Nach dem Ausstieg von Schlagzeuger Herman Rarebell wurde Curt Cress für die Aufnahmen dieses Albums engagiert. Dieser wurde noch im Jahr 1996 für die anschließende Tournee durch den US-Amerikaner James Kottak ersetzt.

## Merkmale und Bedeutung

### Musikalischer Stil
Musikalisch gesehen zeigt Pure Instinct einen starken Kontrast zum Vorgängeralbum Face the Heat (1993).
Die Songs auf diesem Album sind wesentlich besinnlicher und balladesker. Bei den Liedern handelt es sich überwiegend um Rockballaden, die mit melodischen und zurückhaltenden Gitarrenarrangements ausgestattet sind.

### Songwriting und Merkmale der Texte
Die Arrangements und der musikalische Stil der Lieder passt sich den Texten an. Der überwiegende Teil der Texte ist sehr nachdenklich und emotional. Zahlreiche Texte handeln von unterschiedlichen Phasen der Liebe. So zum Beispiel von einer Trennung (Does Anyone Know), der Vorfreude auf das "Erste Mal" (You and I), der Liebe auf den ersten Blick (When You Came Into My Life) und dem verliebt sein nach zahlreichen gescheiterten Liebesbeziehungen (Oh Girl (I Wanna Be With You)). Das Lied Are You the One? wurde von Klaus Meine für Bonnie Tyler unter dem Titel You're the One geschrieben und ist hier in etwas veränderter Fassung vertreten.

### Albumcover
Das Albumcover zeigt einen nackten Mann und eine nackte Frau, die in einem Käfig eingesperrt sind. Die Frau hält außerdem einen Säugling in der Hand und in der linken Ecke des Käfigs befindet sich ein weiterer Mensch, der jedoch nur von hinten zu sehen ist. Um den Käfig herum sind auch mehrere Tiere außerhalb des Käfigs zu sehen. So zum Beispiel ein Zebra, ein Tiger und ein Känguru. Der Hintergrund dieses Bildes ist in einem gemischten Rot gehalten. Auf der rechten Seite des Covers ist zudem ein Schild zu sehen, auf dem „Homo Sapiens“ in Großbuchstaben steht. Dieses Cover wurde in den USA durch ein anderes Motiv ersetzt, auf dem ein aktuelles Bandfoto mit einer flammenden Gitarre zu sehen ist.

## Titelliste
1. Wild Child – 4:19
2. But the Best For You – 5:26
3. Does Anyone Know – 6:03
4. Stone in My Shoe – 4:42
5. Soul Behind the Face – 4:14

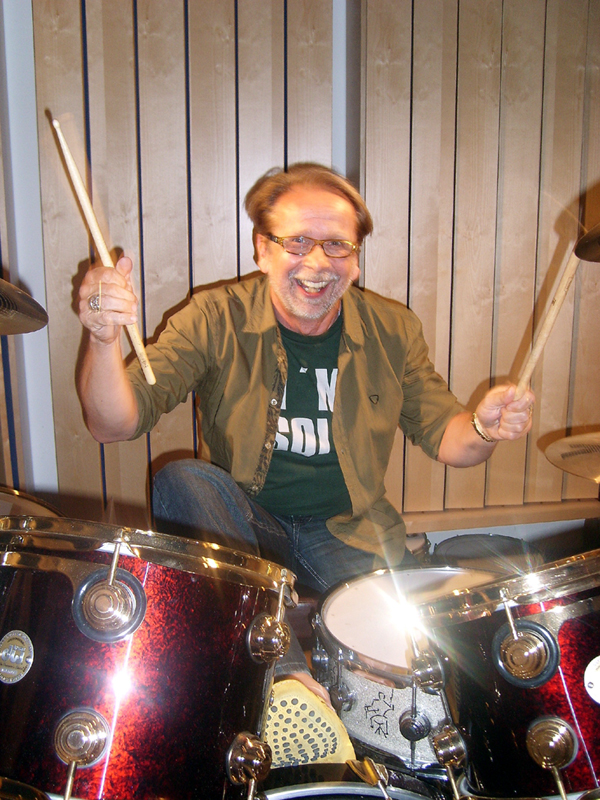
Curt Cress wurde aufgrund des Ausstieges von Herman Rarebell für die Aufnahmen als Schlagzeuger angeheuert.

6. Oh Girl (I Wanna Be With You) – 3:56
7. When You Came Into My Life – 5:17
8. Where the River Flows – 4:16
9. Time Will Call Your Name – 3:21
10. You and I – 6:12
11. Are You the One? – 3:15

Bonustrack Japan
12. She’s Knocking at My Door – 3:18

## Single-Auskopplungen
Am 29. März 1996, also einen Monat bevor das Album herauskam, erschien You and I zusammen mit dem auf der japanischen Albumversion veröffentlichten Song She’s Knocking at My Door und einem Special-Single-Mix des Liedes als B-Seite. Als zweite Single erschien am 2. August 1996 Does Anyone Know zusammen mit einer geschnittenen Version des selbigen sowie einer Live-Aufnahme des Songs Stone in My Shoe aus El Paso. Des Weiteren erschien am 8. November 1996 der Song When You Came Into My Life mit dem bisher unveröffentlichten Song Kiss of Borrowed Time sowie einer Live-Aufnahme des Liedes Wild Child sowie als letzte Single am 20. Juli 1997 Where the River Flows zusammen mit den drei Live-Aufnahmen You and I, Oh Girl (I Wanna Be With You) und Loving You Sunday Morning.

## Andere Songversionen und Live-Aufnahmen
Auf der japanischen Version des Nachfolge-Studio-Albums Eye II Eye aus dem Jahre 1999 erschien das Lied You and I in dem sogenannten "Butcher"-Radio-Remix. Das Lied wurde außerdem 2000 im Rahmen ihres Albums Moment of Glory zusammen mit den Berliner Philharmonikern neu interpretiert. Diese Version ist allerdings nur auf der Konzert-DVD, nicht aber auf dem dazugehörigen Studio-Album zu finden. Auf ihrem 2001 veröffentlichten Album Acoustica (2001) erschien eine Akustikversion selbigen Liedes. Das Album MTV Unplugged - in Athens von 2013 enthält rein akustische Versionen der Stücke When You Came Into My Life und Where The River Flows. Von When You Came Into My Life existiert zudem eine nur als Single veröffentlichte Version, die sich in ihrem Arrangement und im Refrain von der Albumversion unterscheidet. 
Da nach Veröffentlichung dieses Albums kein offizielles Live-Album der Band mehr erschien ist, sind entsprechende Live-Aufzeichnungen nur als B-Seiten auf den Singles zu finden. So befindet sich auf der Single Does Anyone Know eine Live-Version von Stone in My Shoe, welche in El Paso aufgezeichnet wurde. Des Weiteren wurden von einem Auftritt in Bremerhaven die Songs Wild Child (auf der When You Came Into My Life-Single) sowie You and I und Oh Girl (I Wanna Be With You) (auf der Sinle Where the River Flows) veröffentlicht.

## Kritiken
Aufgrund der etwas unspektakulären Produktion und der auffallend „ruhigeren“ Songs auf dem Album warfen viele Kritiker der Band aufgrund dieses Albums vor, sie hätten ihre Härte verloren. Die HiFi-Zeitschrift Audio urteilte über Pure Instinct: „Der Lebensraum für Hardrock-Dinosaurier wird enger. Auch die Scorpions, Melodic-Heavies aus Hannover, sind da nicht ausgenommen. Nach Steuerstreit und internem Gerangel verlassen sich die Skorpione diesmal ganz auf ihren Instinkt. Pure Instinct bietet das übliche Kraftfutter, das sie seit Jahren zusammenmixen. Harte Songs (Wild Child), die eine oder andere Ballade (Are You The One), alles garniert mit Klaus Meines charakteristischer Stimme - ein durchschnittlicher Heavy-Silberling ohne Überraschungen.“

## Kommerzieller Erfolg

### Chartplatzierungen
Das Album erreichte Platz 8 der deutschen Charts und hielt sich fast ein halbes Jahr unter den Top 100.
| ChartsChartplatzierungen       | Höchstplatzierung | Wochen |
| ------------------------------ | ----------------- | ------ |
| Deutschland (GfK)              | 8 (22 Wo.)        | 22     |
| Österreich (Ö3)                | 20 (4 Wo.)        | 4      |
| Schweiz (IFPI)                 | 15 (14 Wo.)       | 14     |
| Vereinigte Staaten (Billboard) | 99 (3 Wo.)        | 3      |

| ChartsJahrescharts (1996) | Platzierung |
| ------------------------- | ----------- |
| Deutschland (GfK)         | 55          |

### Auszeichnungen für Musikverkäufe
| Land/Region        | Auszeichnungen für Musikverkäufe (Land/Region, Auszeichnung, Verkäufe) | Verkäufe |
| ------------------ | ---------------------------------------------------------------------- | -------- |
| Deutschland (BVMI) | Gold                                                                   | 250.000  |
| Finnland (IFPI)    | Gold                                                                   | 29.059   |
| Frankreich (SNEP)  | Gold                                                                   | 100.000  |
| Indonesien (ASIRI) | Platin                                                                 | 50.000   |
| Malaysia (RIM)     | 5× Platin                                                              | 250.000  |
| Portugal (AFP)     | Gold                                                                   | 20.000   |
| Singapur (RIAS)    | Gold                                                                   | 7.500    |
| Südkorea (KMCA)    | Gold                                                                   | 15.000   |
| Thailand (TECA)    | Platin                                                                 | 50.000   |
| Insgesamt          | 6× Gold · 7× Platin ·                                                  | 771.559  |

Hauptartikel: Scorpions/Auszeichnungen für Musikverkäufe